# 七天女
七天女（しちてんにょ）は、中国神話に登場する、遥か昔に黄帝を助ける七人の天女。初出は『玉女考』と李諤の『瑤池記』に記載された「黄帝嘗建岱岳観，遣七天女下凡，雲冠羽衣，焚修以迎西昆真人（黄帝が岱岳観の建造を欲しており、雲の冠と羽衣を着た七人の天女には黄帝の祈りを受けて下凡し、黄帝が西崑真人を迎える）」。

## メンバー
- 玉皇大帝 - 天帝。七仙女の父、玉帝と称され、仙人たちからは陛下と称される。
- 王母娘娘 - 瑤池金母・玉帝の皇后、黄帝を助ける筆頭の女仙
- 西王母 - 崑崙山上に住する女神。東王父に対応する。
- 九天玄女 - 黄帝を加護し、蚩尤を倒す霊宝護符や兵法を授けられている。
- 碧霞元君 - 万能のご利益を授けられている。
- 素女 - 房中術を授けられている。
- 后土 - 黄帝を補佐したとされる女神。
- 旱魃 - 黄帝が蚩尤と戦った時、蚩尤陣営の風雨を司る雨師と風伯に対抗している。
- 雲華夫人 - 黄帝が炎帝と戦った時、西王母に派遣された黄帝を助ける女仙[2]。